# Notamacropus agilis
Кенгуру прудкий (Notamacropus agilis) — вид роду кенгуру (Macropus).

## Поширення

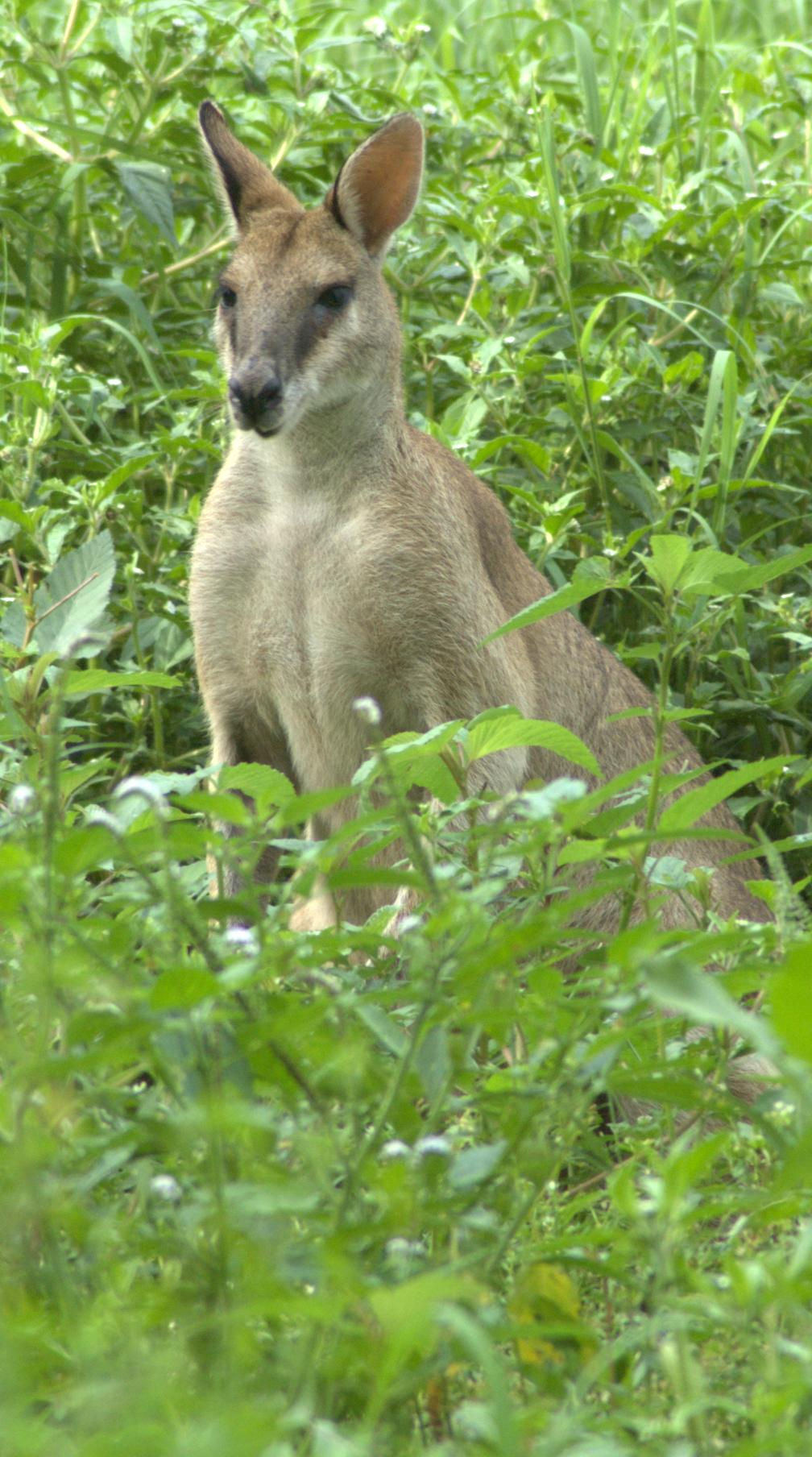
Notamacropus agilis — найрозповсюдженіший в Австралії

Зустрічається в низинах південної та крайньої південно-східної Нової Гвінеї, на островах Гуденаф, Фергюсон, Кірівіна, а також на більшій частині північної Австралії. У Новій Гвінеї живе на низинних луках та саванах, в Австралії вздовж рік та струмків у відкритих рідколіссях та степах, але також може траплятись в районах прибережних піщаних дюн і внутрішніх горбистих районах. Знаходить укриття в густій рослинності. Це товариські тварини, які живуть групами до десяти особин, які можуть утворювати більші скупчення з іншими групами. Розмноження може відбуватись протягом року, народжується єдине немовля.

## Морфологія
Опис. Основне забарвлення жовтувато-коричневе з білуватими смугами на щоках і дуже примітним білуватим забарвленням на стегнах. Статева зрілість настає за 14 місяців у самців і 12 місяців у самиць. Тривалість життя у неволі може сягати понад 10 років.

## Загрози та охорона
Серйозних загроз для виду нема. У Новій Гвінеї виду локально загрожує надмірне полювання на м'ясо в південно-східній частині його ареалу. Вид присутній на багатьох природоохоронних територіях у Австралії, але невідомий в охоронних територіях у Новій Гвінеї.

## Підвиди
вид Macropus agilis
- підвид Macropus agilis agilis (Gould, 1841)
- підвид Macropus agilis jardinii (De Vis, 1884)
- підвид Macropus agilis nigrescens (Lönnber, 1913)
- підвид Macropus agilis papuanus (Peters and Doria, 1875)